# سوق العلوي
سوق العلوي أحد أسواق منطقة جدة التاريخية الواقعة في وسط مدينة جدة غرب المملكة العربية السعودية، ومن أشهرها قديمًا وحديثًا.

## الموقع
يعتبر سوق العلوي التاريخي في جدة من أقدم الأسواق التي تحتضنها المنطقة التاريخية، يقع السوق في الوسط بين شارع قابل من الناحية الغربية وشارع سوق البدو من الناحية الشرقية، وهو منطقة تجارية كانت بمثابة نقطة لتجمع معظم التجار، وفيه الكثير من البيوت التجارية الهامة وقتها.

## السوق
من أشهر البيوت القديمة المطلة على سوق العلوي بيت نور ولي وبيت نصيف وبيت المتبولي، وكانت النورية القديمة تبدأ في أوله من الناحية الغربية وتفتح على شارع قابل، وتمت إزالتها مع توسعة الشارع الجديد أواخر عام 1379 هـ، ويتفرع من السوق الكثير من الأزقة إلى داخل الحارات، ويرتاد السوق سكان الناحية الشرقية من جدة لشراء متطلباتهم من ملابس ومواد غذائية وتوابل وحبوب متنوعة وكذلك الأواني المنزلية.
ويحتضن السوق بعض أقدم المساجد في مدينة جدة، وأولها مسجد الشافعي وهو أقدم مساجدها، ومسجد عثمان بن عفان ومسجد الباشا ومسجد عكاش ومسجد المعمار، وقد اشتهر سوق العلوي بأنه سوق العطارين واشتهر العطارون به، فهو الآن يضم أشهر عطاري جدة، ويعتبر سوق العلوي القلب النابض لمنطقة جدة التاريخية.

## سبب التسمية
يعود اسم السوق للسيد أبو بكر بن أحمد العلوي، المدفون في مقبرة آل علوي الواقعة في أحد الأزقة المتفرعة من السوق عام 1128 هـ، وهو من السادة آل باعلوي. ذكر ترجمته المؤرخ أحمد بن محمد الحضرواي المكي الهاشمي في كتابه «نزهة الفكر فيما مضى من الحوادث والعبر: في تراجم رجال القرن الثاني عشر والثالث عشر»: «ولد بالشحر بلدة من بلاد اليمن معروفة للسادة سنة نيف وتسعين وألف من الهجرة، وتربى في مهد العز والهداية، وتوجه إلى الحج الشريف وهو ابن خمس عشرة أو ست عشرة سنة، واشتهر في المكاشفات والكرامات من صغره. وكان عالمًا عاملًا عارضًا بالله تعالى، ثم توفي بجدة سنة ثمان وعشرين ومئة وألف».

## أصحاب السوق
أغلبهُ مزيج من أهل البلد ومن المقيمين بالإقامة القانونية من مختلف الجنسيات، حيث يقومون ببيع الملابس والأقوات والتوابل والحبوب.

## انظر ايضاً
- مدينة جدة
- سوق البدو

## وصلات خارجية
- سوق العلوي التاريخي يحتضن البيوت التجارية في جدة.
- سوق العلوي «ذاكرة» الزمن الجميل في جدة التاريخية.
- البوم صور سوق العلوي